# Groupe de Portia
Le groupe de Portia est un ensemble de neuf satellites naturels d'Uranus, nommé d'après le membre le plus important du groupe : Portia.

## Composition
Le groupe de Portia est composé de neuf satellites naturels d'Uranus évoluant sur des orbites proches, entre 59 166 km pour le plus proche Bianca et 76 417 km pour le plus éloignés Perdita. En plus de leurs orbites, les satellites du groupe ont également des propriétés photométriques similaires.
Ils ont été pour la plupart découverts en 1986 par la sonde Voyager 2, à l'exception des deux plus petits, Pedrita (découvert grâce aux photos de Voyager 2 mais treize ans plus tard) et Cupid découvert en 2003  grâce au télescope spatial Hubble. 
Du plus proche au plus éloigné, ces satellites sont : Bianca, Cressida, Desdémone, Juliette, Portia, Rosalinde, Cupid, Belinda et Perdita,.
Leurs tailles estimées varient entre des diamètres moyens de 17,8 km pour Cupid à 135 km pour Portia.
Mis à part leurs caractéristiques orbitales et des estimations de leurs masses, les connaissances de ces lunes sont très limitées. Elles semblent néanmoins avoir des caractéristiques proches des astéroïdes de type C, avec entre autres un albédo faible qui les rend difficilement observables. L'analyse photométrique prévoit qu'ils ont globalement une forme d'ellipsoïdes, ce que les observations des images des satellites confirment. 

## Orbites

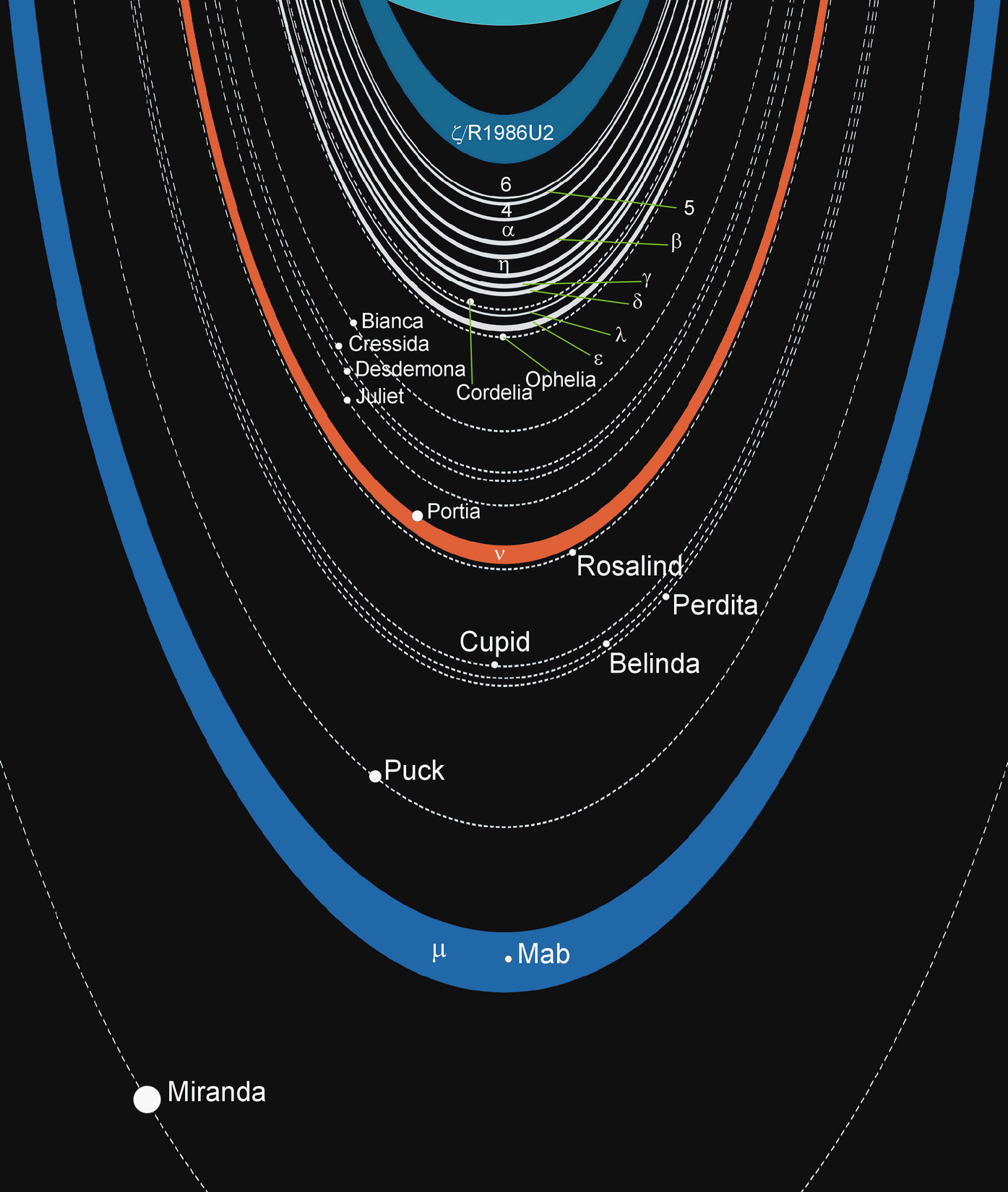
Orbites des satellites du groupe de Portia.

Les orbites du groupe de Portia sont situés entre les anneaux principaux de la planète et l'orbite de Puck, le plus grand des satellites intérieurs d'Uranus.
Ces lunes étant proches de leur planètes, leurs orbites sont sous-synchrones c'est-à-dire que les satellites complètent une rotation autour d'Uranus en moins d'un jour uranien (équivalent à environ 17h). Les orbites sont des ellipses quasi circulaires. Par exemple Portia a un périgée de 66 093 km et un apogée de 66 107 km.
Les satellites du groupe orbitent à des distances très proches les uns des autres : la différence moyenne entre les orbites de deux voisins est de 3% (par exemple à 66 100 km du centre d'Uranus, Portia est 2.6 % plus éloigné que Juliette, à 64 400 km). Ces orbites très proches font qu'elles sont souvent plus complexes que de simples orbites elliptiques comme décrites par les lois de Kepler : les satellites interagissent entre eux. Par exemple Perdita est situé dans une résonance orbitale 43:44 avec Belinda, à l'orbite très proche, et d'une résonance 8:7 avec Rosalinde.
Les orbites sont :
- Perdita 76 417 km (périgée 75 531 km et apogée 77 303 km)[11];
- Belinda 75 300 km (périgée 75 292 km et apogée 75 308 km)[12];
- Cupid 74 392 km (périgée 74 295 km et apogée 74 489 km)[13];
- Rosalinde 69 900 km (périgée 69 893 km et apogée 69 907 km)[14];
- Portia 66 100 km (périgée 66 093 km et apogée 66 107 km)[8];
- Juliette 64 400 km (périgée 64 355 km et apogée 64 445 km)[15];
- Desdémone 62 700 km (périgée 62 694 km et apogée 62 706 km)[16];
- Cressida 61 800 km (périgée 61 775 km et apogée 61 825 km)[17];
- Bianca 59 200 km (périgée 59 147 km et apogée 59 253 km)[18].

## Tailles et masses
Six des neuf satellites du groupe ont un diamètre compris entre cinquante et cent kilomètres, mais trois ont des tailles sensiblement différentes : deux des neuf lunes sont sensiblement plus petites, Cupid et Perdita (une vingtaine de kilomètres chacun) alors que Portia atteint les 135 km de diamètre moyen. En fait, les satellites étant principalement des ellipsoïdes et non des sphéroïdes, il faut parler de longueurs des petits et grands axes,. Certains comme Juliette et Belinda sont fortement oblongs alors que d'autre comme Rosalinde sont quasiment sphériques.
Du plus petit au plus grand, en considérant un diamètre moyen, on retrouve donc Cupid (17,8 km), Perdita (20 km), Bianca (51 km, en fait 64 kmx46 km), Desdémone (64 km, en fait 90 kmx54 km), Rosalinde (72 km, approximativement sphérique), Cressida (80 km, en fait 92 kmx74 km), Belinda (81 km, en fait 128 kmx64 km), Juliette (94 km, en fait 150 kmx74 km) et Portia (135 km, en fait 156 kmx126 km).
L'estimation des masses des satellites est imprécise, néanmoins il a été calculé que si la somme des masses des satellites du groupe Portia était uniformément répartie sur l'anneau occupé par leurs orbites (donc entre 59 200 km et 61 800 km) sa masse surfacique serait comparable à celle de l'anneau A de Saturne. Ce système lunaire pourrait être considéré comme un anneau classique mais avec une densité supérieure à la limite de Roche et dominé par l'accrétion. Une des conséquences serait que les débris créés par des collisions auraient tendance à recréer un nouveau satellite plutôt qu'à former un anneau.

## Dénomination
Les satellites ont été nommés en fonction de personnages de l'œuvre de William Shakespeare à l'exception de Belinda, qui porte le nom de l'héroïne de La Boucle de cheveux enlevée d'Alexander Pope.